# Anthophora muscaria
Anthophora muscaria är en biart som beskrevs av Fedtschenko 1875. Anthophora muscaria ingår i släktet pälsbin, och familjen långtungebin. Inga underarter finns listade i Catalogue of Life.